# Dendrolycopodium juniperoideum
Dendrolycopodium juniperoideum là một loài thực vật có mạch trong Họ Thạch tùng. Loài này được (Sw.) A. Haines mô tả khoa học đầu tiên năm 2003.